# King África
King África argentinski je plesni glazbeni projekt kojeg je osnovao DJ Martín Laacré početkom 1990-ih. Projekt je stekao šire priznanje 2000-ih za svoju preradu za singla iz 1993 zvanog "Salta" preimenovan u "Salta 2000", u kojem je sudjelovao g. Pringles, kao i obrada "La Bomba", koju je izvorno snimila bolivijska grupa Azul Azul.

## Povijest
Argentinski vokal Martín Laacré osnovao je King Áfricu, a prvi put se pojavio u kolovozu 1992. na kompilaciji DJ Dero – Volume 1 s pjesmom "EOE". Nakon toga uslijedio je singl iz 1993. "Póntelo Pónselo". Debitantski album King Áfrice, El Africano, objavljen je iste godine i postigao je platinum status u Argentini i Čileu.
Drugi album, Al Palo, objavljen je 1994.
Godine 1995. King África nastupio je na Međunarodnom festivalu pjesama u Viña del Maru u Čileu.
Godine 1997. Laacré je napustio projekt zbog onoga što je nazvao umjetničkim i financijskim neslaganjima s ostalim članovima sastava. Kasnije se vratio na glazbenu scenu pod imenom King Africa Music.

## Vanjske poveznice
- Biografija